# Keen Eddie
Keen Eddie (letteralmente tradotto "Acuto Eddie") è una serie televisiva d'azione-commedia poliziesca anglo-americana prodotta dalla Paramount Network Television nel 2003 ed andata in onda su Fox in una sola stagione di produzione con 13 episodi, a partire dal 6 giugno al 24 luglio 2003. I rimanenti sei episodi sono stati trasmessi su Bravo dal 27 gennaio al 14 aprile 2004.
La serie è stata trasmessa in Italia sul canale televisivo LA7 a partire dal 26 dicembre 2003.

## Trama
Eddie Arlette (Mark Valley) è un poliziotto del dipartimento di Polizia di New York dai modi sbrigativi e dal carattere estremamente sarcastico. Durante alcune indagini su un'organizzazione criminale dedita al traffico di sostanze stupefacenti, nella convinzione di essere sulla pista giusta per catturare i criminali, viene inconsapevolmente raggirato da questi e, il giorno dell'irruzione delle squadre speciali nei locali incriminati, trovandoli svuotati, oltre a perdere la reputazione, perde anche la faccia di fronte ai giornalisti presenti.
Nonostante la figuraccia di Eddie, il suo capitano decide di inviarlo a Londra dove, cooperando con Scotland Yard, dovrà riuscire a sgominare l'organizzazione criminale prima che questa riesca a divenire troppo potente nel business del traffico di Ossicodone.
Una volta giunto a Londra, Eddie, da buon americano, riuscirà a farsi mal sopportare dai parigrado inglesi a causa del suo carattere "troppo Yankee" ed esuberante, in continuo contrasto con il carattere da "Gentlemen" dei colleghi londinesi.
Nonostante tutto riuscirà a entrare nella sfera di simpatia del suo collega inglese, l'ispettore Montgomery Pippin o, più semplicemente "Monty Pippin".
I problemi per Eddie all'inizio saranno innumerevoli. L'appartamento dove vive risulterà condiviso da Fiona Bickerton (Sienna Miller), una giovane e bella ragazza, dal carattere tutt'altro che amichevole, figlia della titolare dell'appartamento, che almeno all'inizio, non vorrà saperne di condividere la casa con uno "Yankee" e, in particolar modo, con il suo cane "Pete", un Bull Terrier tutt'altro che educato.
Dopo innumerevoli vicissitudini e situazioni tragicomiche, Eddie riuscirà a sgominare l'organizzazione criminale e completare così la sua missione, recuperando nel contempo la propria reputazione. Grazie al buon esito della missione, il soprintendente Nathanial Johnson (Colin Salmon), dapprima dubbioso sulle capacità di Eddie, gli offrirà la possibilità di rimanere a Londra a tempo indeterminato.
Dapprima dubbioso, alla fine dell'episodio "pilota", Eddie accetterà l'offerta e si trasferirà a vivere e lavorare a Londra presso Scotland Yard.

## Personaggi
Eddie Arlette: Eddie rappresenta lo stereotipo del classico "sbirro" americano dai modi spicci e con un senso dell'humor molto sarcastico, quasi pungente. Veste casual senza troppe considerazioni sugli accostamenti dei capi d'abbigliamento, mastica chewing gum come se fumasse sigarette e ha una fissa per i pacchetti di fiammiferi promozionali riportanti i nomi di locali notturni o pub che, con metodica precisione, affigge sulle mappe delle città in cui si trova. Parla "americano" e non "inglese" e questo lo fa mal sopportare dalla maggior parte dei conoscenti, a parte Monty Pippin, suo collega e amico.
Ispettore Monty Pippin: Monty, a differenza di Eddie, risulta invece l'inglese per antonomasia. Parla con tono di voce basso e forbito, possiede modi estremamente educati, veste solo completi giacca-cravatta molto eleganti (quasi tutti gessati) e ha una certa propensione per gli oggetti tecnologici. Nonostante questo però, anche Monty ha le sue "stranezze". E così, se di giorno rappresenta l'inglese tipico pacato ed educato, di notte Monty adora frequentare locali per scambi di coppia, nutre un'irrefrenabile voglia di sesso e convive con "un'amica" molto avvenente con la quale praticamente si dà alla pazza gioia sessualmente al punto di arrivare a chiedersi se per caso non soffra di "ninfomania".
Fiona Bickerton: Bella prima di tutto, intelligente ma molto capricciosa e lunatica, Fiona è la coinquilina di Eddie. Figlia della proprietaria dell'appartamento, con una parlata inglese molto pulita ma a tratti isterica, Fiona lavora presso un negozio di profumeria della City Londinese, anche se alla madre racconta di andare all'università. Ragazza dal carattere da teen-ager, Fiona mal sopporta all'inizio l'arrivo di Eddie ma, con il passare del tempo, imparerà a conoscerlo, stimarlo e... molto probabilmente amarlo...
Fiona è ufficialmente fidanzata con Nigel, un tizio definibile a buon titolo un vero "sfigato" con una certa propensione per gli scambi di coppia... cosa che a Fiona non garba affatto.
Soprintendente Nathanial Johnson: Ufficiale molto cinico, rampante, arrivista e ambizioso, il soprintendente Johnson incarna lo spirito del comandante inglese dai modi garbati ma duri, ligio al dovere ma al tempo stesso giusto nel distribuire i meriti. Molto legato alle tradizioni britanniche (vedi l'ora del tè), il Soprintendente vede in Eddie il mezzo per poter raggiungere rapidamente ruoli di comando ai piani alti di Scotland Yard.
Carol Ross: Nota anche come "Miss MoneyPenny" (nomigliolo datole da Eddie), Carol è la segretaria personale del Soprintendente Johnson. Bella, avvenente e intelligente, ha una particolarità tutta sua... Ogni volta che Eddie le si trova davanti... riesce a fargli perdere letteralmente la testa e a portarlo in uno stato di "trance primordiale" per cui Eddie diventa vittima degli istinti sessuali più antichi... dai quali si sveglia di solito grazie all'ignaro intervento di Monty Pippin.
Pete: Pete è il cane di Eddie... o meglio, è il cane che Eddie si trova a dover accudire. Bull Terrier tutt'altro che ben addestrato, Pete è un vero problema per Eddie e soprattutto per Fiona che possiede una gatta... In pratica Eddie deve perennemente cercare di tenere a freno gli istinti animal-sessuali di Pete che vorrebbe poter abusare della gatta di Fiona ogni 5 minuti...

## Fotografia e colonna sonora
Le principali caratteristiche di questa serie televisiva ideata da J. H. Wyman sono la fotografia e la colonna sonora. Nell'ideare e produrre la serie, Wyman si è ampiamente ispirato a film quali Snatch - Lo strappo e Lock & Stock - Pazzi scatenati, entrambi creati e diretti dal regista inglese Guy Ritchie.
Di conseguenza, Keen Eddie risulta una serie televisiva fatta di immagini rapide dalle inquadrature più strane associate a particolari sound, con montaggi veloci, talvolta rallentati o storpiati volutamente dal regista, al fine di creare un ambiente del tutto particolare e dall'azione continuamente tesa.
In particolar modo, vanno notati i colori molto chiari di tutta la serie, l'uso di obiettivi grandangolari e gli esterni dai colori molto limpidi.

## Location
L'intera serie è stata girata nella città di Londra, anche per le scene in cui il personaggio dovrebbe trovarsi a New York.

## Produzione
Prodotta in solo una stagione della durata di 13 episodi da 42 min. ciascuno.
La causa principale di questa sorta di "fiasco" è da ricercarsi nei giorni e negli orari di programmazione al momento del lancio della serie, che, negli Stati Uniti d'America, erano in concomitanza con altri programmi televisivi dal successo già ampiamente consolidato.
Nonostante un cambio di palinsesto e alcuni tentativi di pubblicizzare la serie, l'esito finale è stato talmente negativo in termini di ascolti da indurre la Fox a cancellare la serie di cui era stata prevista una seconda stagione, mai realizzata.